# Maskajmy
Maskajmy (deutsch Klein Maxkeim) ist ein nicht mehr offiziell benannter Ort in der polnischen Woiwodschaft Ermland-Masuren. Er gehört zu Landgemeinde Górowo Iławeckie (Landbserg) im Powiat Bartoszycki (Kreis Bartenstein), bis 1945 zum Kreis Preußisch Eylau in Ostpreußen.

## Geographische Lage
Die Kolonia Maskajmy liegt am Südrand der einstigen Eylauer Heide im Nordwesten der Woiwodschaft Ermland-Masuren, neun Kilometer südlich der früheren und heute auf russischem Hoheitsgebiet gelegenen Kreisstadt Preußisch Eylau (russisch Bagrationowsk) bzw. 13 Kilometer nordwestlich der jetzigen Kreismetropole Bartoszyce (deutsch Bartenstein).

## Geschichte
Der Gutsort Klein Maxkeim wurde 1846 gegründet. 1874 kam der Gutsbezirk Klein Maxkeim zum neu errichteten Amtsbezirk Neuendorf (polnisch Nowa Wieś Iławecka) im ostpreußischen Kreis Preußisch Eylau, Regierungsbezirk Königsberg.
Im Jahre 1910 zählte Klein Maxkeim 18 Einwohner. In den Jahren danach wurde Klein Maxkeim nach Neuendorf eingemeindet.
Mit der Abtretung des gesamten südlichen Ostpreußen an Polen im Jahre 1945 erhielt Klein Maxkeim die polnische Namensform „Maskajmy“. Das Dorf wurde nach 1970 eine „Kolonia“ zu Nowa Wieś Iławecka, existiert aber nach 1983 offiziell nicht mehr. Die Ortsstelle liegt im Gebiet der Gmina Górowo Iławeckie (Landgemeinde Landsberg) im Powiat Bartoszycki (Kreis Bartenstein), von 1975 bis 1998 der Woiwodschaft Olsztyn, seither der Woiwodschaft Ermland-Masuren zugehörig.

## Religion
Bis 1945 war Klein Maxkeim in die evangelische Kirche Eichhorn (polnisch Weiwiórki) in der Kirchenprovinz Ostpreußen der Kirche der Altpreußischen Union eingepfarrt.

## Verkehr
Maskajmy liegt an einer oft recht unwegsamen Nebenstraße, die die polnische Woiwodschaftsstraße 511 (frühere deutsche Reichsstraße 134) bei Gałajny (Gallehnen) mit der Landesstraße 51 (Reichsstraße 128) bei Piersele (Perscheln) verbindet. Eine Bahnanbindung besteht nicht.